# Gribloch House
Gribloch House ist eine Villa nahe der schottischen Ortschaft Kippen in der Council Area Stirling. Im Jahr 1986 wurde das Bauwerk in die schottischen Denkmallisten in der höchsten Denkmalkategorie A aufgenommen.

## Geschichte
Die Villa entstand zwischen 1937 und 1939 für John Colville. Für den Entwurf zeichnet der schottische Architekt Basil Spence in Zusammenarbeit mit den Designern Perry Duncan und Raymond Subes verantwortlich. Möglicherweise handelt es sich um das größte Privatgebäude, das in den 1930er Jahren in Schottland gebaut wurde.

## Beschreibung
Gribloch House steht isoliert rund einen Kilometer südwestlich von Kippen. Stilistisch zeigt die modern ausgestaltete Villa auch traditionelle Elemente. Die fünf Achsen weite, nordexponierte Hauptfassade ist konkav geschwungen. Rechts schließt die Fassade mit einer wuchtigen Rundung ab. Das sehr flach geneigte Kupferdach liegt hinter einer schmucklosen Brüstung verborgen. An der Rückseite umrahmen zwei jeweils drei Achsen weite Flügel einen Swimmingpool vor dem segmentbogig heraustretenden Mittelstück ein. Links geht ein flacherer Bedienstetenflügel ab. Im Innenraum finden sich Art déco und neo-georgianische Gestaltungselemente. In der oval geformten Eingangshalle führt eine Treppe mit filigran gearbeiteten schmiedeeisernen Balustern und Mahagoni-Handlauf ins Obergeschoss.